# أندرياس نويندورف
أندرياس نويندورف (بالألمانية: Andreas Neuendorf) (9 فبراير 1975 ببرلين في ألمانيا - ) هو لاعب كرة قدم ألماني في مركز الوسط. شارك مع منتخب ألمانيا تحت 21 سنة لكرة القدم وGermany national football Α2 team ‏. أما مع النوادي، فقد لعب مع إنغولشتات 04 وباير 04 ليفركوزن ونادي هرتا برلين وFüchse Berlin Reinickendorf ‏ وHertha BSC II ‏.

## وصلات خارجية
- أندرياس نويندورف على موقع قاعدة بيانات كرة القدم.إي يو (الإنجليزية)
- أندرياس نويندورف على موقع بيانات كرة القدم. دي إي (الألمانية)
- أندرياس نويندورف على موقع Soccerway.com (الإنجليزية)
- أندرياس نويندورف على موقع عالم كرة القدم.نت (الإنجليزية)